# Gili-Inseln
Die Gilis sind eine kleine Inselgruppe in der Balisee vor der Nordwestküste der indonesischen Insel Lombok.
Die Gruppe besteht aus drei kleinen Sandinseln (Gili Air, Gili Meno und Gili Trawangan), die jeweils nur wenige Meter über dem Meeresspiegel liegen.
Auf ihnen leben Meeresschildkröten, die nach jahrelanger Jagd inzwischen streng beschützt werden. Durch den Tourismus und die früher praktizierte Dynamitfischerei, die jetzt auch auf den Gili-Inseln verboten wurde, entstanden große Schäden an den Korallenriffen rund um die Inseln. Trotzdem sind sie eines der beliebtesten Tauch- und Schnorchelreviere in der Gegend.
Lange Zeit waren Pferdekutschen, die hier Cidomo genannt werden, wichtigstes Verkehrsmittel. Inzwischen gibt es zusätzlich sehr regen Verkehr mit Fahrrädern, da diese überall ausgeliehen werden können. Daneben gibt es einige einspurige Elektrofahrzeuge. Es gibt kaum gepflasterte Straßen (nur der Süden und Osten der Ringstraße auf Gili Trawangan). In etwa zwei Stunden lässt sich die größte und Hauptinsel Gili Trawangan, auf der sich Hotels befinden, zu Fuß umwandern.
Es gibt etliche weitere Inseln um Lombok, die Gili im Namen tragen, wobei der zusammenfassende Begriff stets die drei genannten im Nordwesten bezeichnet.